# 地獄への扉
「地獄への扉」（じごくへのとびら、原題: The Satan Pit）は、イギリスのSFテレビドラマ『ドクター・フー』シリーズ2第9話。2006年6月10日にBBC Oneで初めて放送され、二部作の前編である「闇の覚醒」は6月3日に放送された。
本作の舞台はブラックホールを公転する惑星クロプ・トールである。本作では、異星人のタイムトラベラーであるドクターが深い穴を降り、地下に捕らわれたビーストと対面する。同時に、ドクターの旅のコンパニオンであるローズ・タイラーと人間の遠征チームは、ビーストが基地のウードを支配下に置いた惑星からの脱出を図る。

## 制作
ラッセル・T・デイヴィス曰く、ビーストのデザインをインスパイアするため The Mill の視覚デザイナーに筋骨たくましい不気味な絵を描くコミックアーティストサイモン・ビスレーのイメージ画を送った。本作のコメンタリーでデイヴィスは、脚本の初期案でウードの役割をスリジーンと同種のラキシコリコファラパトリアス人で埋めていたと述べた。奴隷化された彼らは人類から自らを開放してくれると信じたビーストの覚醒を望む予定であった。デイヴィスは「奇妙な」という意味の odd との言葉遊びも意図してウード (Ood) という名前を選んだ。
DVDコメンタリーによると、ターディスでドクターが "the stuff of legend"（日本語版では「伝説の二人だ」）と言った最終シーンは、2006年のシリーズのための最後に近い主要シーンで、最終エピソードが数週間先に撮影されたビリー・パイパーを出演させたものでは最後であった。しかし、本当に最後に撮影されたシリーズ2のシーンは「永遠の別れ」の最後のクリフハンガーのシーンであった。
また、デイヴィスは本作のクリーチャーには数多くの使われていないアイデアがあり、シリーズ3で使用されるだろうと言及した。これは「サウンド・オブ・ドラム」「ラスト・オブ・タイムロード」のトクラフェインであることが Doctor Who Magazine のデイヴィスのコメントで明かされた。

## 放送とDVDリリース
本作は2006年6月6日つまり獣の数字を挟む形で前話と共にそれぞれ土曜日に放送され、悪魔に関連するストーリーでその週を飾った。「地獄への扉」の当夜の視聴者数は550万人で、この原因はイギリス中の気温が異様に高かったことと、2006 FIFAワールドカップのイングランド第1試合と被ったことと考えられている。「地獄への扉」の番組視聴占拠率は35%であった。これはすなわち全体シェアは一定を保たれ、ワールドカップの試合とドラマ Casualty に次いで3番目に視聴されたことを意味している。最終合計値は608万人で、2005年に番組が復活して以来『ドクター・フー』で最低の値であった。Appreciation Index は86を記録した。日本では2007年2月13日にNHK BS2で、2008年2月5日にNHK教育で放送された。2011年3月27日には LaLa TV で放送された。
本作と「闇の覚醒」は「エルトン君の大冒険」と共に2006年8月7日に通常版DVDとしてイギリスで発売された。同年11月20日には完全版シリーズ2ボックスセットとして、ジェームズ・ストロングとマイク・ジョーンズ、ラニー・ジュティによるコメンタリー付きで再発売された。日本では2007年5月23日に同じ組み合わせで特典映像 Doctor Who Confidential と共に発売された。
IGNのアフサン・ハクは「地獄への扉」を10段階評価で8.7とした。彼は全体として肯定的で、ビーストに命を吹き込んだCGIを称賛した一方、ドクターには論理の飛躍が起きていると述べた。SFX のデイヴ・ゴールダーは、ストーリーの大望は制作の価値に見合わないと感じたが、テナントとパイパーを称賛した。彼はターディスを容易く見つけたことなどいくつかの脚本の不発点を挙げた一方、ストーリーを「アクションが詰まり、野心的で、感情的に消耗させ、幸運なことに他のどのSF番組とも故意に性質を違えている」と表現した。Now Playing のアーノルド・T・ブランバーグはさらに批判的で、本作をC+と評価した。彼はドクターをモンスターに会わせるまで時間をかけすぎたと感じ、対面のシーンを「唸るCGI効果に当惑を引き起こすように荒れて怒鳴っている」と結論付けた。また、彼は他の登場人物に何も言わずローズを救う話をしたドクターの会話を批判し、前話で登場しなかったクルーメンバー数人が登場して全体のプロットも埒が明かないと述べた。なお、彼はゲスト出演者の演技や音楽・効果を称賛し、本二部作は「登場人物がしっかりしていてとビジュアルデザインが素晴らしく、刺激的な瞬間があり、成功と言ってよい。ただ貧相なプロットと明らかに逃した機会にのみ損なわれている。」と結論付けた。